# Karlskrona tennisklubb
Karlskona tennisklubb (KTK) bildades 1923 i Karlskrona, Blekinge. Idag har klubben sin inomhushall på NKT Arena Karlskrona, Rosenholm. Inomhus finns det fem banor och utomhus finns det sju grusbanor. Klubben håller också på att anlägga två gräsbanor. 2007 öppnades det nyrenoverade klubbhuset med altanen mot grusbanorna.
Klubben har anställda tennistränare och drygt 300 elever i tennisskolan. KTK har en egen klubbtidning, Fördel, som medlemmarna får fyra gånger per år.